# Lijst van rijksmonumenten in Lage Vuursche
De plaats Lage Vuursche telt 44 inschrijvingen in het rijksmonumentenregister. Daarnaast is het een van rijkswege beschermd gezicht. Hieronder een overzicht.
| Object | Oorspronkelijke functie?    | Bouwjaar                    | Architect       | Locatie              | Coördinaten?                  | Nr.?   | Afbeelding                                  |
| --- | --------------------------- | --------------------------- | --------------- | -------------------- | ----------------------------- | ------ | ------------------------------------------- |
| Dorpsstraat 13, gepleisterd huis zonder verdieping, onder zadeldak                                                        | Woonhuis                    | begin 19e eeuw              |                 | Dorpsstraat 13       | 52° 10' 46" NB, 5° 13' 22" OL | 8546   | Meer afbeeldingen                           |
| Smederij met haaks op het huis vooruitspringende gevel                                                                    | Bedrijfs-,fabriekswoning    |                             |                 | Dorpsstraat 15       | 52° 10' 45" NB, 5° 13' 22" OL | 8547   | Meer afbeeldingen                           |
| Dorpsstraat 19, eenvoudig witgepleisterd verdiepingloos huis                                                              | Woonhuis                    | laatste kwart 18e eeuw      |                 | Dorpsstraat 19       | 52° 10' 45" NB, 5° 13' 22" OL | 8548   | Meer afbeeldingen                           |
| Dorpsstraat 21, eenvoudig witgepleisterd huis onder zadeldak met puntgevel aan de straat                                  | Woonhuis                    | midden 19e eeuw             |                 | Dorpsstraat 21       | 52° 10' 44" NB, 5° 13' 22" OL | 8549   | Meer afbeeldingen                           |
| Dorpsstraat 23, eenkamerwoning onder met pannen belegd zadeldak, met houten uitbouw aan de achterzijde.                   | Woonhuis                    |                             |                 | Dorpsstraat 23       | 52° 10' 44" NB, 5° 13' 22" OL | 8550   | Meer afbeeldingen                           |
| De Lage Vuursche, herberg, laag middenstuk tussen rechts en links hoger gedakte paviljoens                                | Horeca                      | 17e eeuw                    |                 | Dorpsstraat 2        | 52° 10' 47" NB, 5° 13' 22" OL | 8551   | Meer afbeeldingen                           |
| Kei van Lage Vuursche | Straatmeubilair             |                             |                 | Dorpsstraat bij 2    | 52° 10' 50" NB, 5° 13' 13" OL | 8552   | Meer afbeeldingen                           |
| Dorpsstraat 14, gepleisterd huis zonder verdieping, onder pannen zadeldak                                                 | Woonhuis                    |                             |                 | Dorpsstraat 14       | 52° 10' 47" NB, 5° 13' 20" OL | 8553   | Meer afbeeldingen                           |
| Dorpsstraat 16, huis zonder verdieping                                                                                    | Woonhuis                    | begin 19e eeuw              |                 | Dorpsstraat 16       | 52° 10' 46" NB, 5° 13' 20" OL | 8554   | Meer afbeeldingen                           |
| Dorpsstraat 18, huis zonder verdieping                                                                                    | Woonhuis                    |                             |                 | Dorpsstraat 18       | 52° 10' 46" NB, 5° 13' 20" OL | 8555   | Meer afbeeldingen                           |
| Dorpsstraat 20, huis zonder verdieping                                                                                    | Woonhuis                    |                             |                 | Dorpsstraat 20       | 52° 10' 46" NB, 5° 13' 20" OL | 8556   | Meer afbeeldingen                           |
| Dorpsstraat 22, boerderijtje, topgevel, rieten dak, langhuis                                                              | Boerderij                   | 1766                        |                 | Dorpsstraat 22       | 52° 10' 46" NB, 5° 13' 19" OL | 8557   | Meer afbeeldingen                           |
| Pastorie Lage Vuursche, witgepleisterde predikantswoning                                                                  | Kerkelijke dienstwoning     | 19e eeuw                    |                 | Hoge Vuurseweg 2     | 52° 10' 49" NB, 5° 13' 24" OL | 8560   | Meer afbeeldingen                           |
| De Stulpkerk, Nederlands Hervormde Kerk in de vorm van een kruis gebouwd met korte dwarsarmen en een driezijdige sluiting | Kerk en kerkonderdeel       | 1658                        |                 | Hoge Vuurseweg 4     | 52° 10' 49" NB, 5° 13' 26" OL | 8561   | Meer afbeeldingen                           |
| Drakensteyn, Ridderhofstad, achthoekig centraliserend landhuis                                                            | Kasteel, buitenplaats       | 1640                        |                 | Slotlaan 9 (of 8)    | 52° 10' 41" NB, 5° 13' 40" OL | 8563   | Meer afbeeldingen                           |
| Terrein waarin aarden omwalling van een hofstede, waarschijnlijk de versterkte kloosterhoeve "Vosbergen"                  | Archeologisch monument      | middeleeuwen                |                 |                      | 52° 10' 49" NB, 5° 14' 16" OL | 45131  | Upload foto                                 |
| Terrein waarin 7 grafheuvels                                                                                              | Archeologisch monument      | Neolithicum en/of Bronstijd |                 |                      | 52° 11' 50" NB, 5° 13' 30" OL | 45132  | Upload foto                                 |
| Grafheuvel | Archeologisch monument      | Neolithicum en/of Bronstijd |                 |                      | 52° 11' 25" NB, 5° 14' 9" OL  | 45134  | Grafheuvel                                  |
| Terrein waarin 6 grafheuvels                                                                                              | Archeologisch monument      | Neolithicum en/of Bronstijd |                 |                      | 52° 10' 57" NB, 5° 13' 44" OL | 45252  | Terrein waarin 6 grafheuvels                |
| Grafmonument Insinger | Begraafplaats en -onderdeel | 1919                        | J.W. Hanrath    | Lage Vuurse          | 52° 10' 50" NB, 5° 13' 28" OL | 511728 | Grafmonument Insinger                       |
| Pijnenburg: hoofdonderdeel                                                                                                | Kasteel, buitenplaats       | 1647                        | Vingboons       | Pijnenburg 1         | 52° 10' 19" NB, 5° 14' 38" OL | 515716 | Pijnenburg: hoofdonderdeel                  |
| Pijnenburg: historische tuin- en parkaanleg                                                                               | Tuin, park en plantsoen     | ca. 1830                    | H. van Lunteren | Pijnenburg bij 1     | 52° 10' 24" NB, 5° 14' 16" OL | 515717 | Pijnenburg: historische tuin- en parkaanleg |
| Koetshuis Pijnenburg | Bijgebouwen kastelen enz.   | 1917                        | J.A.H.W. Cramer | Pijnenburg bij 1     | 52° 10' 19" NB, 5° 14' 38" OL | 515718 | Koetshuis Pijnenburg                        |
| Pijnenburg: cascade annex keermuur                                                                                        | Bijgebouwen kastelen enz.   |                             | Hanrath         | Pijnenburg bij 1     | 52° 10' 19" NB, 5° 14' 38" OL | 515719 | Upload foto                                 |
| Pijnenburg: ijskelder | Bijgebouwen kastelen enz.   | 18e eeuw                    |                 | Pijnenburg bij 1     | 52° 10' 19" NB, 5° 14' 38" OL | 515720 | Upload foto                                 |
| Pijnenburg: kas | Bijgebouwen kastelen enz.   | laat 19e/vroeg 20e eeuw     |                 | Pijnenburg bij 1     | 52° 10' 19" NB, 5° 14' 38" OL | 515721 | Upload foto                                 |
| Pijnenburg: bruggetje | Bijgebouwen kastelen enz.   | 1919                        |                 | Pijnenburg bij 1     | 52° 10' 19" NB, 5° 14' 38" OL | 515722 | Upload foto                                 |
| Pijnenburg: bruggetje | Bijgebouwen kastelen enz.   | 1919                        |                 | Pijnenburg bij 1     | 52° 10' 19" NB, 5° 14' 38" OL | 515724 | Upload foto                                 |
| Pijnenburg: bruggetje | Bijgebouwen kastelen enz.   | 1919                        |                 | Pijnenburg bij 1     | 52° 10' 19" NB, 5° 14' 38" OL | 515725 | Upload foto                                 |
| Pijnenburg: bruggetje | Bijgebouwen kastelen enz.   | 1919                        |                 | Pijnenburg bij 1     | 52° 10' 19" NB, 5° 14' 38" OL | 515726 | Upload foto                                 |
| Pijnenburg: bruggetje | Bijgebouwen kastelen enz.   | 1919                        |                 | Pijnenburg bij 1     | 52° 10' 19" NB, 5° 14' 38" OL | 515727 | Upload foto                                 |
| Pijnenburg: bruggetje | Bijgebouwen kastelen enz.   | 1919                        |                 | Pijnenburg bij 1     | 52° 10' 19" NB, 5° 14' 38" OL | 515728 | Upload foto                                 |
| Pijnenburg: bruggetje | Bijgebouwen kastelen enz.   | 1919                        |                 | Pijnenburg bij 1     | 52° 10' 19" NB, 5° 14' 38" OL | 515729 | Upload foto                                 |
| Klein Drakenstein: hoofdgebouw                                                                                            | Kasteel, buitenplaats       | 1780                        |                 | Kloosterlaan 4       | 52° 10' 55" NB, 5° 13' 22" OL | 515732 | Meer afbeeldingen                           |
| Klein Drakenstein: historische tuin- en parkaanleg                                                                        | Tuin, park en plantsoen     | ca. 1800                    |                 | Kloosterlaan bij 4   | 52° 10' 58" NB, 5° 13' 26" OL | 515733 | Upload foto                                 |
| Entreehek Klein Drakenstein                                                                                               | Bijgebouwen kastelen enz.   |                             |                 | Kloosterlaan bij 4   | 52° 10' 54" NB, 5° 13' 19" OL | 515734 | Meer afbeeldingen                           |
| Koetshuis Klein Drakenstein                                                                                               | Bijgebouwen kastelen enz.   |                             |                 | Kloosterlaan bij 4   | 52° 10' 53" NB, 5° 13' 20" OL | 515735 | Meer afbeeldingen                           |
| Dienstwoning Klein Drakenstein (Kloosterlaan)                                                                             | Bijgebouwen kastelen enz.   | 19e eeuw                    |                 | Kloosterlaan 2       | 52° 10' 53" NB, 5° 13' 20" OL | 515736 | Meer afbeeldingen                           |
| Klein Drakenstein: tuinmuur                                                                                               | Bijgebouwen kastelen enz.   | mogelijk 18e eeuw           |                 | Kloosterlaan bij 4   | 52° 10' 53" NB, 5° 13' 22" OL | 515737 | Upload foto                                 |
| Dienstwoning Klein Drakenstein (Hoge Vuurseweg)                                                                           | Bijgebouwen kastelen enz.   | 19e eeuw                    |                 | Hoge Vuurseweg 3     | 52° 11' 7" NB, 5° 13' 30" OL  | 515738 | Meer afbeeldingen                           |
| Boerderij Klein Drakenstein                                                                                               | Bijgebouwen kastelen enz.   | 1780-1800                   |                 | Hoge Vuurseweg 1     | 52° 10' 53" NB, 5° 13' 30" OL | 515739 | Meer afbeeldingen                           |
| Zomerhuis Klein Drakenstein                                                                                               | Bijgebouwen kastelen enz.   | laatste helft 18e eeuw      |                 | Hoge Vuurseweg bij 1 | 52° 10' 53" NB, 5° 13' 29" OL | 515740 | Meer afbeeldingen                           |
| Klein Drakenstein: schuur                                                                                                 | Bijgebouwen kastelen enz.   | laatste helft 18e eeuw      |                 | Hoge Vuurseweg bij 1 | 52° 10' 54" NB, 5° 13' 30" OL | 515741 | Meer afbeeldingen                           |
| Klein Drakenstein: schaapskooi                                                                                            | Bijgebouwen kastelen enz.   | 18e eeuw                    |                 | Hoge Vuurseweg bij 1 | 52° 10' 54" NB, 5° 13' 31" OL | 515742 | Meer afbeeldingen                           |